# Huy (kommune)
 For alternative betydninger, se Huy. (Se også artikler, som begynder med Huy)
Huy (udtales: Hüh) er en kommune i Landkreis Harz i den tyske delstat Sachsen-Anhalt, beliggende cirka 10 km nordvest for Halberstadt.. Kommunen blev skabt 1. april 2002 ved en frivillig sammenlægning af de 11 tidligere selvstændige kommuner:
- Aderstedt
- Anderbeck
- Badersleben
- Dedeleben
- Dingelstedt
- Eilenstedt
- Eilsdorf
- Huy-Neinstedt
- Pabstorf
- Schlanstedt
- Vogelsdorf

## Seværdigheder
- Benediktinerklosteret Huysburg grundlagt i 1080 ved Dingelstedt.
- Röderhof med slottet fra 1830 nedenfor Huysburg
- Burg Westerburg, den ældste bevarede vandborg i Tyskland.